# Я̈
Я̈, я̈은 키릴 문자의 일종이다. 셀쿠프어에서 사용된다.
러시아어에서 Я̈는 1918년 철자법 개정 이전에 강세 문자 Я가 예상되는 /ja/ 대신 /jo/로 발음되어야 함을 나타내기 위해 거의 사용되지 않았다. 예를 들어, 현대 대명사 её 및 неё는 역사적 발음이 /jˈˈja/ 및 /nʲˈˈja/였기 때문에 이전에는 소유격과 소유격에서 ея̈ 및 нея̈로 철자되었으나 이후 /jˈˈjo/ 및 /nʲˈˈjo/로 변경되었다. yo 문자와 마찬가지로 학습 자료나 사전 외에는 분음 기호를 사용하는 일이 거의 없었으며, 개혁 이후 문자는 완전히 yo로 대체되었다.